# موش نیزار کوچک
موش نیزار کوچک (نام علمی: Thryonomys gregorianus) نام یک گونه از سرده موش نیزار است.